# Goliki
Goliki je naselje u Hrvatskoj, nalazi se u općini Brod Moravice u Primorsko-goranskoj županiji. Prema popisu stanovništva iz 2011. naselje nije imalo stanovnika.

## Stanovništvo
Naselje je 1890. godine imalo 15 stanovnika. Najviše stanovnika je imalo prema popisu iz 1900. godine. Prema popisu iz 2011. godine naselje nije imalo stanovnika. Naselje prema popisu stanovništva iz 2011. godine nije imalo domaćinstava.
| broj stanovnika |       |       |       | 15    | 16    | 10    | 10    | 7     | 5     | 5     | 5     | 4     |       |       |       |       |       |
|                 | 1857. | 1869. | 1880. | 1890. | 1900. | 1910. | 1921. | 1931. | 1948. | 1953. | 1961. | 1971. | 1981. | 1991. | 2001. | 2011. | 2021. |